# Бриџ Крик (Оклахома)
Бриџ Крик (енгл. Bridge Creek) град је у америчкој савезној држави Оклахома.

## Демографија
По попису из 2010. године број становника је 336.
| Група             | 2000.    | 2010.       |
| Белци             | 0 (0,0%) | 285 (84,8%) |
| Афроамериканци    | 0 (0,0%) | 2 (0,6%)    |
| Азијати           | 0 (0,0%) | 1 (0,3%)    |
| Хиспаноамериканци | 0 (0,0%) | 13 (3,9%)   |
| Укупно            | 0        | 336         |